# 雙橡園

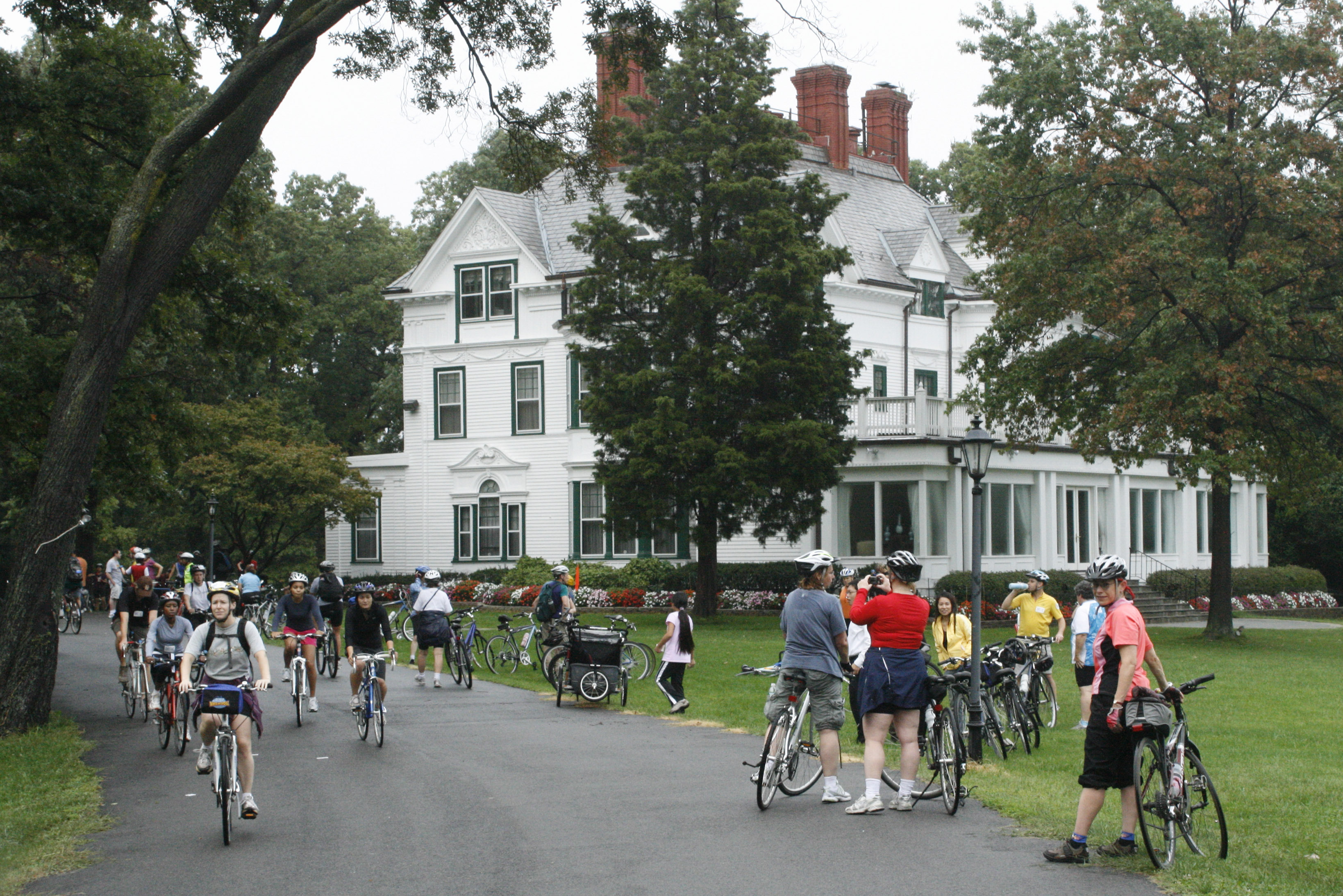
雙橡園前院

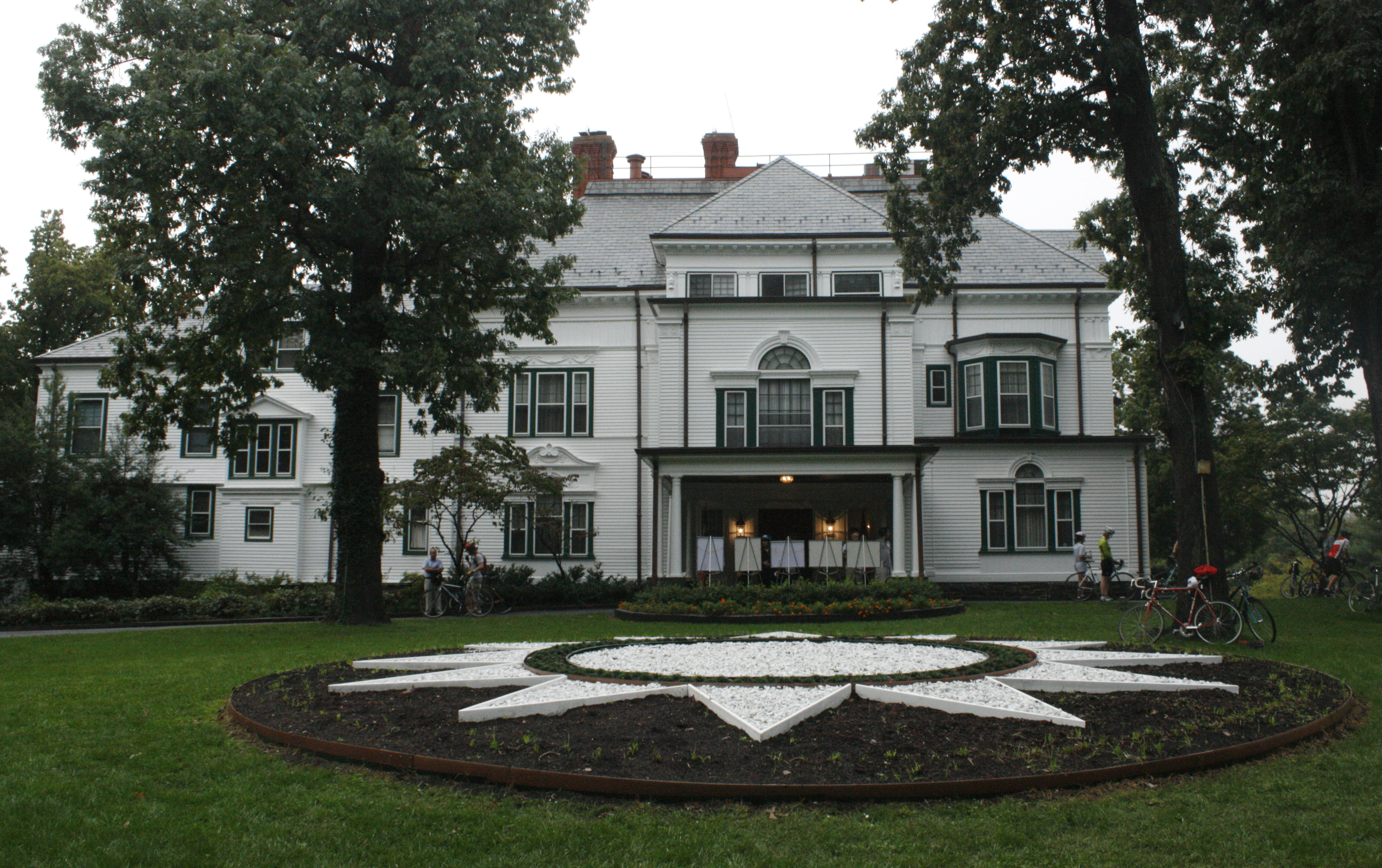
雙橡園後院，草坪有中華民國國徽裝飾

雙橡園（英語：Twin Oaks），是位於美國華盛頓哥倫比亞特區的古蹟建築，為中華民國政府國有財產。於1937年至1978年間，作為九任中華民國駐美國大使官邸，而後輾轉為駐美國臺北經濟文化代表處購回，並於1986年2月5日由美國政府依其歷史背景及建築特色列入國家史蹟名錄。

## 歷史

### 1888年至1937年
雙橡園最初屬美國獨立戰爭時期將軍尤萊亞·佛瑞特，也是第一屆美國國會議員，馬里蘭州代表團成員之一，與喬治‧華盛頓相熟，還曾參與首都的選址興建。1783年獨立戰爭結束後，他經營起菸草生意，購買大片土地中就包含了今天雙橡園所在地。
後來Uriah Forrest把土地賣給連襟Philip Barton Key，Philip Barton Key是美國國歌作詞者Francis Scott Key的叔叔，也是《大亨小傳》作者費滋傑羅相隔四代的遠親。1888年，佛瑞特的後人葛林將該地賣給波士頓豪門後人加德納·格林·赫巴德（Gardiner Hubbard），他是國家地理學會的共同創辦人兼第一任會長，也是發明電話的知名發明家亞歷山大·格拉漢姆·貝爾（Alexander Graham Bell）的岳父。
赫巴德後來以3萬美元委任當時著名的留學巴黎的建築師理查·亞倫（Francis Richmond Allen）為其家族設計夏日的避暑別墅，而赫巴德一家則住在華府杜邦圓環。理查·亞倫設計了擁有26個房間的喬治亞復興風格式建築，即現今雙橡園的主樓，也是迄今華府唯一保留新英格蘭當代木屋架構及其風格的建築，屋頂有欄杆圍繞的陽台、大煙囪左右對稱、正門上方有半圓形帕拉迪奧窗（Palladian Style Window）、上下開合矩形窗且三窗一體、主建物均分為左中右三部分、磚木建材等。主樓內部使用的木料建材與雕工等皆為精選，而且凝聚了許多的匠心與巧思。例如，位於餐廳壁爐架（mantel）的橫版是由單一、至少樹齡在五百年以上的櫻桃木製作。由於人類對櫻桃木的過度砍伐取用，於今已極為罕見，不是有錢即可買到的問題。懸掛於餐廳的吊燈完全由海貝組成，而且是在華府地區開始使用愛迪生的電燈發明後不久便率先裝設，成為人類進入到電燈和電氣時代的歷史見證。而弧形的樓梯扶手欄杆、門版與玻璃等都是難度極高的工藝。
1930年代時期，赫巴德家將其別墅租給一些名人，如海軍少將大衛·英格斯及最高法院檢察總長詹姆士·畢格斯。1937年8月，新任的中國政府代表王正廷大使向赫巴德家承租該處，並於翌日遞交國書給時任的美國總統富蘭克林·德拉諾·羅斯福。根據一項資料載述，王正廷大使先看過位於十九街和P街的中國大使館後，決定在克里夫蘭公園承租一間夠大的木屋作為官邸，以讓其夫人及兩位女兒一同居住。

### 1937年至1978年
1937年開始的十年間，赫巴德家繼續將雙橡園租給王正廷大使及繼任大使胡適和魏道明。前者是中國現代文化的傑出思想家，亦是五四運動的領導者；後者則是於大使任內與美國簽訂中美新約，廢除近百年來美國在華之不平等特權。1947年，顧維鈞大使以中華民國政府名義以四十五萬美元向赫巴德家購入雙橡園。
在1949年中華民國政府遷台後，雙橡園產權繼續歸屬中華民國政府，但至1978年12月15日，美國總統吉米·卡特宣佈轉與中華人民共和國建立外交關係以取代原本與中華民國之正式外交關係，雙橡園作為大使官邸之功能暫告一段落。
自1937年至1978年間，總共有9位中華民國駐美國大使居住於雙橡園內。在此期間，雙橡園亦作為大使宴請美國國會議員和各國駐美使節團之場所，到訪名人包括時任眾議員後來擔任美國總統的傑拉爾德·福特。至今，雙橡園依舊作為中華民國駐美國代表宴請美國政要及他國使節的重要場所。
自1937年起，許多美國國務卿如約翰·杜勒斯、迪安·魯斯克、喬治·舒爾茨，甚至是克林·鮑爾都曾以正式官方身份或私人身份造訪雙橡園，也因此許多重要條約與協定均在園內協商與簽訂，其中亦包括《中美共同防禦條約》。

### 1978年至1982年
1978年12月15日，卡特總統無預警宣佈自1979年1月1日開始將中止與中華民國政府之外交關係，轉而與中華人民共和國政府建立完全外交關係。由於擔心中華人民共和國政府將會強佔中華民國原在美國資產，而卡特當局亦認為雙橡園應交給中共，令沈劍虹大使判斷唯有透過美國國會才可保全國產，因此中華民國政府在斷交生效的前七天（1978年12月23日）委託羅斯福總統首席智囊、同時也是中華民國政府堅定支持者的湯瑪斯·柯克倫介入，將雙橡園、大使館及武官處房舍各以10美元象徵性的出售給美國聯邦參議員貝利·高華德和前眾議員周以德等共同成立的非營利組織「自由中國之友協會」（Friends of Free China Association）。
隨後在各方持續努力推動下，美國國會通過了《台灣關係法》，由卡特總統於1979年4月10日簽署生效，但法律的實際生效日則是刻意溯及到1979年1月1日，即雙方的外交關係正式終止後的翌日，以確保雙方既有的各種民間法律關係持續不變。根據該法第四條規定，美國承認中華人民共和國之舉，不應影響「臺灣統治當局」（即中華民國政府）在1978年12月31日之前取得或特有的有體財產或無體財產的所有權，或其他權利和利益，也不影響臺灣當局在該日之後所取得的財產，讓中華民國政府在美國的所有資產都能持續獲得法律保護，不會因為美國轉移外交承認連帶產生政府資產出現繼承或轉讓等問題，亦包括日後承購買回的雙橡園在內。一年後，自由中國之友協會周轉不靈，分別賣掉大使館（現為海地駐美國大使館）和武官處（現為布吉納法索駐美國大使館），其後亦打算出售雙橡園，由此中華民國政府於1982年以200萬美元從該協會購回雙橡園，並在1986年2月5日向美國內政部註冊申請列為古蹟。

### 2000年之後
2011年起恢復在雙橡園舉行雙十國慶酒會。
2015年1月1日，中華民國駐美代表處在此地舉行中華民國與美國斷交後首次的元旦升旗典禮。時任中華民國總統府發言人馬瑋國表示時任中華民國總統馬英九對這件事“深感欣慰”，也肯定外交人員多年努力的成果。然而美國國務院表示，未先被告知要舉行升旗典禮，強調美國與台灣沒有正式外交關係，此舉不符合美方的外交政策，美國在台協會發表三點正式聲明，希望台灣方面確保這類事情不再發生。部分親中華民國民間人士則對升旗典禮明確表示肯定，並對美國政府反對升旗一事表示抗議，《黃花崗》雜志社經讀者建議向白宮網站“我們人民”發起聯署要求美國政府改變外交政策。